# Emil Leon Post

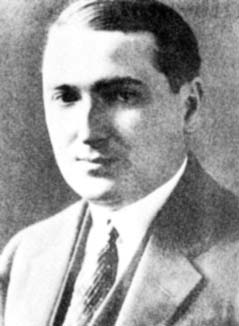
Emil Leon Post

Emil Leon Post (* 11. Februar 1897 in Augustów, Kongresspolen; † 21. April 1954 in New York City, USA) war ein polnisch-US-amerikanischer Mathematiker und Logiker.

## Leben und Werk
Post stammt aus einer polnisch-jüdischen Familie, die aus dem damals zu Russland gehörigen Teil Polens 1904 in die USA emigrierte, als er noch ein Kind war. Er studierte am City College of New York (Bachelor-Abschluss 1917) und an der Columbia University (Master-Abschluss 1918) bis zu seiner Promotion im Jahr 1920 bei Cassius Keyser mit der Schrift Introduction to a General Theory of Elementary Propositions. Bereits vor der Erlangung seines Vordiploms schrieb er eine originelle Arbeit über Differentialoperatoren mit nicht-ganzzahligem Grad, welche aber erst 1930 veröffentlicht wurde.
In seiner Dissertation Introduction to a general theory of elementary propositions bewies er die Vollständigkeit und Konsistenz des Aussagenlogikkalküls der Principia Mathematica durch Einführung von Wahrheitstafeln. Diese konnte er auch für mehrwertige Logiken verallgemeinern. Außerdem begründete er darin die Betrachtungsweise der Logik als ein Verfahren zur Erzeugung von Wörtern mit einer endlichen Zahl von Ableitungsregeln in einem endlichen Alphabet. Nach dem Erreichen des Doktorgrades in Princeton war er dort Proctor Fellow und ging dann an die Columbia University.
Er kam  bereits 1921 der Entdeckung der später von Kurt Gödel bewiesenen Unvollständigkeitssätze sehr nah, publizierte aber nichts dazu, da ihm seine eigenen Arbeiten zu diesem Thema noch nicht ausgereift genug erschienen.
1924 wechselte er an die Cornell University. In dieser Zeit begannen seine psychischen Erkrankungen seine weitere mathematische Karriere zu behindern. Ab 1927 war er High-School-Lehrer für Mathematik. 1932 ging er an das City College of New York und wurde somit wieder Hochschullehrer. Er musste jedoch aufgrund einer psychischen Erkrankung seine Tätigkeit aufgeben und kehrte erst 1936 wieder an die Universität zurück, an der er bis zu seinem Tod blieb.
Im selben Jahr entwickelte er ein Automatenmodell in der Berechenbarkeitstheorie, das ebenso mächtig ist wie die gleichzeitig entwickelte Turingmaschine. 1947 zeigte er, dass das Wortproblem in Halbgruppen rekursiv unlösbar ist (Postsches Korrespondenzproblem). Damit bewies er (wie unabhängig Andrei Andrejewitsch Markow junior) als Erster die Unentscheidbarkeit eines Problems der klassischen Mathematik. Er ist einer der Mitbegründer der Theorie der rekursiven Funktionen.
Post litt ähnlich wie Kurt Gödel unter manisch-depressiven Anfällen, welche zuerst während der Zeit in Princeton auftraten. Er war deshalb mehrfach in Nervenheilanstalten, wo er, wie damals üblich, mit einer Elektrokrampftherapie behandelt wurde. Kurz nach einer derartigen Behandlung verstarb er an einem Herzinfarkt.
Er war seit 1929 verheiratet mit Gertrude Singer und hatte mit ihr eine Tochter Phyllis.
Zu seinen Schülern zählt Martin Davis.

## Arbeit zu mehrwertiger Aussagenlogik
Emil Leon Post hat schon in seiner Dissertation und danach unabhängig von Jan Łukasiewicz und etwa gleichzeitig Systeme mehrwertiger Aussagenlogik betrachtet. Post entwickelte diese Systeme im Kontext der Untersuchung der klassischen Aussagenlogik, insbesondere ihrer funktionalen Vollständigkeit. Post führt beliebige endlichwertige Systeme ein und diskutiert den Fall, dass außer dem Wert 1 noch weitere Quasiwahrheitswerte ausgezeichnet sein können. Er verwendet dabei als Negation die so genannte Post-Negation und als Alternative die Łukasiewicz-Tarski-Alternative. Es findet sich bei Post eine Implikation, die eine Kopplung der Łukasiewicz-Tarski-Implikation und der Gödel-Implikation ist und Post-Implikation genannt wird.

## Schriften
- The generalized Gamma Functions. In: Annals of Mathematics. Serie 2, Band 20, Nr. 3, 1919, S. 202–217, JSTOR:1967871.
- Introduction to a General Theory of Elementary Propositions. In: American Journal of Mathematics. Band 43, Nr. 3, 1921, S. 163–185, JSTOR:2370324.
- On a simple class of deductive systems. In: Bulletin of the American Mathematical Society. Band 27, Nr. 9/10, 1921, S. 396–397, doi:10.1090/S0002-9904-1921-03453-7.
- Generalized Differentiation. In: Transactions of the American Mathematical Society. Band 32, Nr. 4, 1930, S. 723–781, JSTOR:1989348.
- Finite Combinatory Processes – Formulation 1. In: Journal of Symbolic Logic. Band 1, Nr. 3, 1936, S. 103–105, JSTOR:2269031, (nachgedruckt in Davis: The Undecidable. 1965, S. 288–291).
- Polyadic groups. In: Transactions of the American Mathematical Society. Band 48, Nr. 2, 1940, S. 208–350, JSTOR:1990085.
- Absolutely unsolvable problems and relatively undecidable propositions. Account of an anticipation. 1941, (unveröffentlicht,[6] abgedruckt in Davis: The Undecidable. 1965, S. 338–433).
- The Two-Valued Iterative Systems Of Mathematical Logic (= Annals of Mathematics Studies. 5, ISSN 0066-2313). Princeton University Press, Princeton, NJ 1941.
- Formal Reductions of the General Combinatorial Decision Problem. In: American Journal of Mathematics. Band 65, Nr. 2, 1943, S. 197–215, JSTOR:2371809.
- Recursively enumerable sets of positive integers and their decision problems. In: Bulletin of the American Mathematical Society. Band 50, Nr. 5, 1944, S. 284–316, doi:10.1090/S0002-9904-1944-08111-1, (nachgedruckt in Davis: The Undecidable. 1965, S. 304–337).
- A variant of a recursively unsolvable problem. In: Bulletin of the American Mathematical Society. Band 52, Nr. 4, 1946, S. 264–268, doi:10.1090/S0002-9904-1946-08555-9.
- Note on a Conjecture of Skolem. In: Journal of Symbolic Logic. Band 11, Nr. 3, 1946, S. 73–74, JSTOR:2266735.
- Recursive unsolvability and a problem of Thue. In: Journal of Symbolic Logic. Band 12, Nr. 1, 1947, S. 1–11, JSTOR:2267170, (nachgedruckt in Davis: The Undecidable. 1965, S. 292–303).
- mit Stephen C. Kleene: The Upper Semi-Lattice of Degrees of Recursive Unsolvability. In: Annals of Mathematics. Serie 2, Band 59, Nr. 3, 1954, S. 379–407, JSTOR:1969708.